# Armored Box Launcher
Pour les articles homonymes, voir ABL.

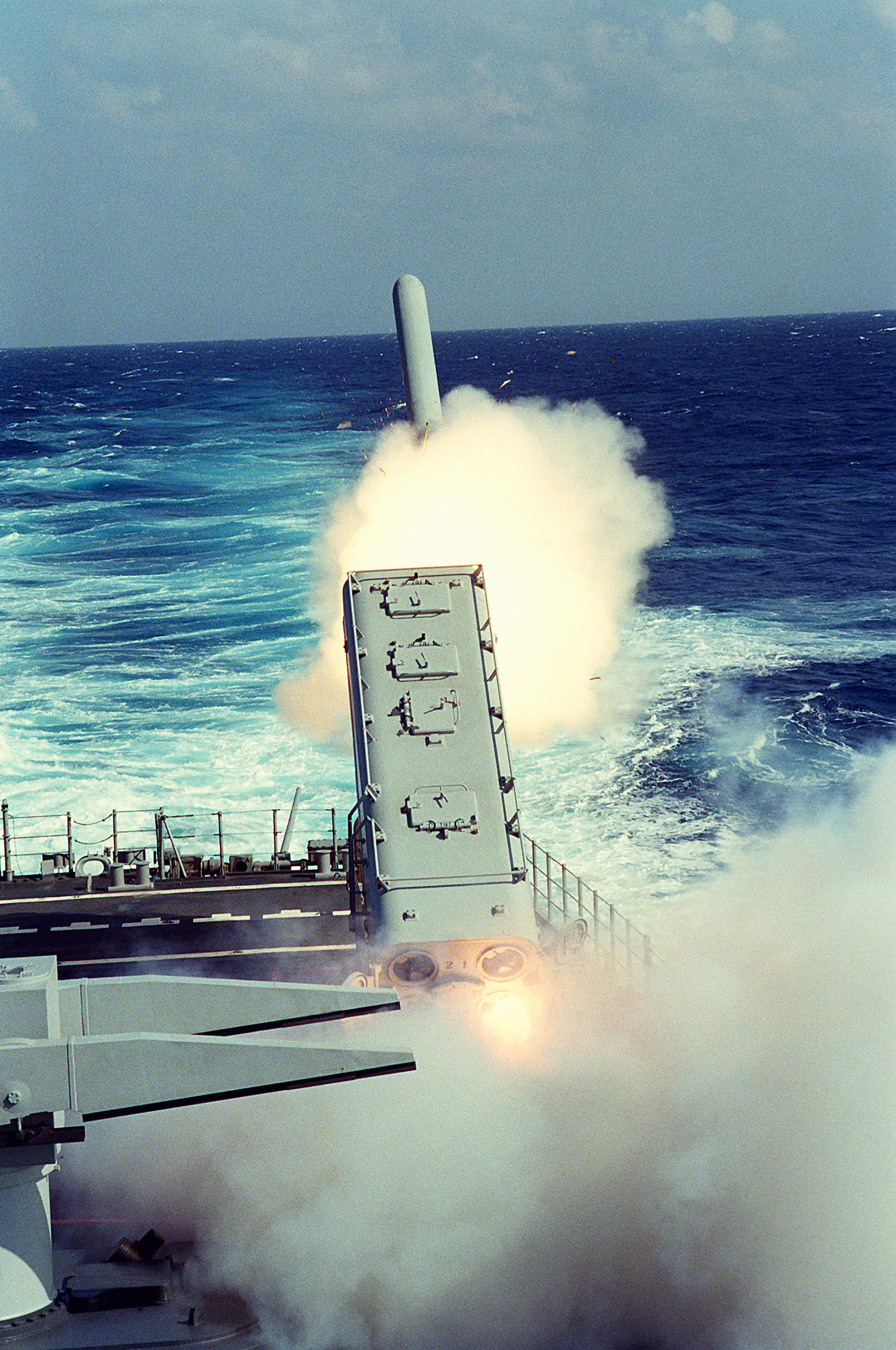
Tir d'un Tomahawk depuis le USS Missisipi (CGN-40).

Le Mark 143 Armored Box Launcher (ABL) est un dispositif blindé lance-missiles. Un conteneur ABL contient quatre missiles de croisière BGM-109 Tomahawk et il n'est pas rechargeable en mer. Il peut tirer un maximum de deux missiles par salve.
Ils sont utilisés par huit sur les quatre navires de classe Iowa suivant leur modernisation dans les années 1980. Les autres navires en étant équipés sont sept destroyers de la classe Spruance à partir de 1984, les quatre croiseurs de la classe Virginia et le USS Long Beach (CGN-9) avec deux conteneurs par bâtiments également après modernisation dans les années 1980. 
L'ABL est rendu obsolète par le système de lancement vertical et n'est plus utilisé depuis 1998.

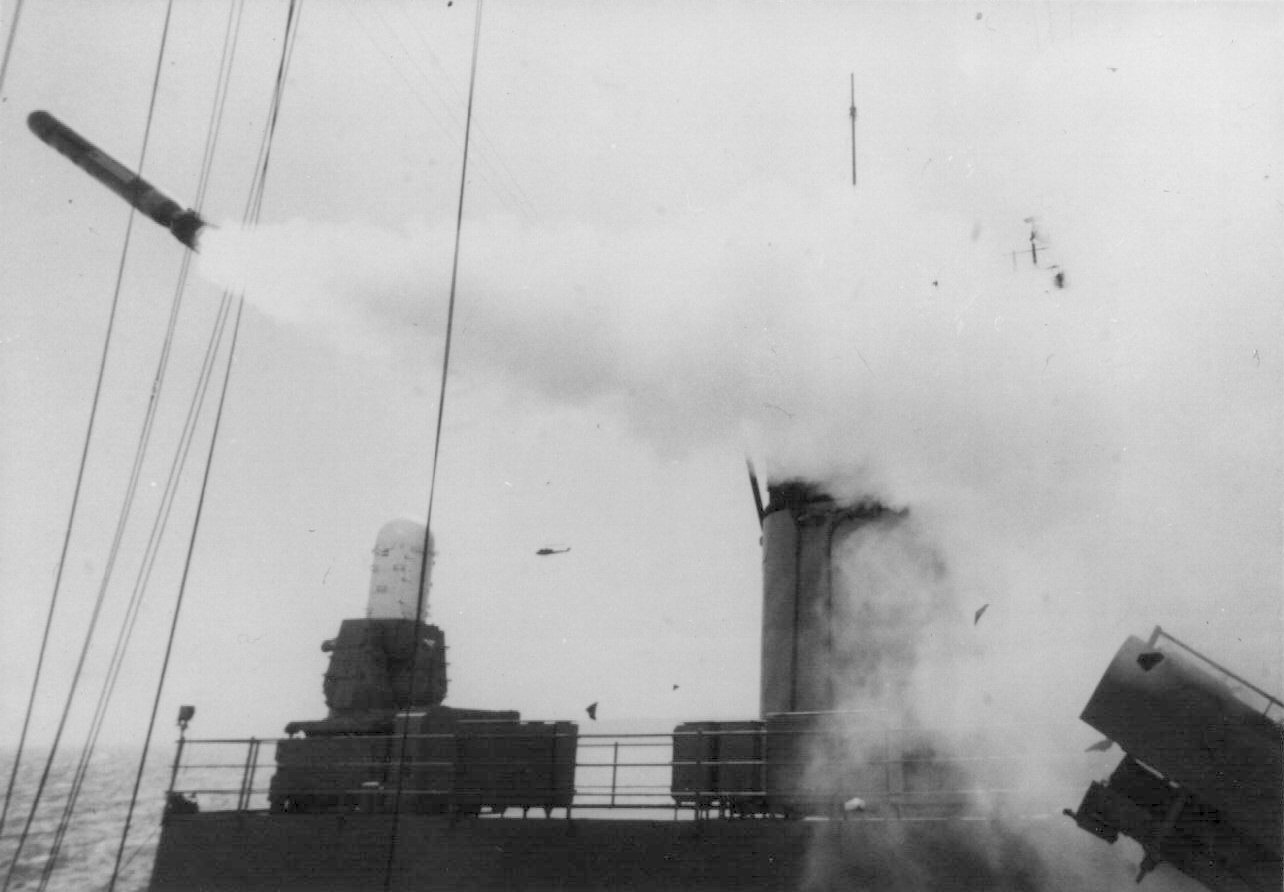
Tir en 1982 depuis le USS New Jersey. Ce cuirassé est le premier navire de surface à pouvoir utiliser ce missile de croisière.
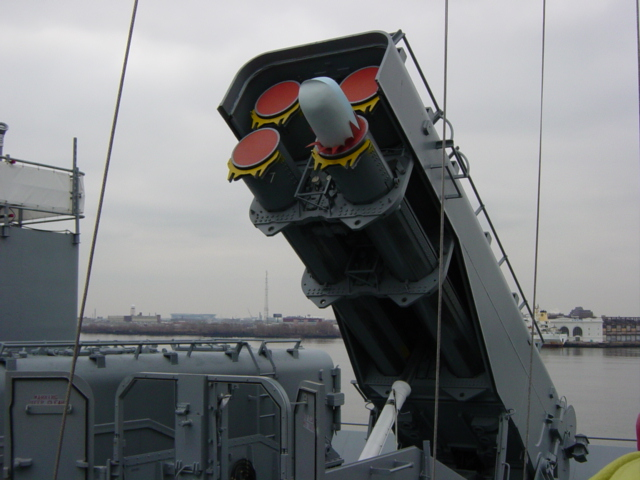
Armored Box Launcher sur le USS New Jersey transformé en navire musée. En position de tir au premier plan et en position de transport au second.
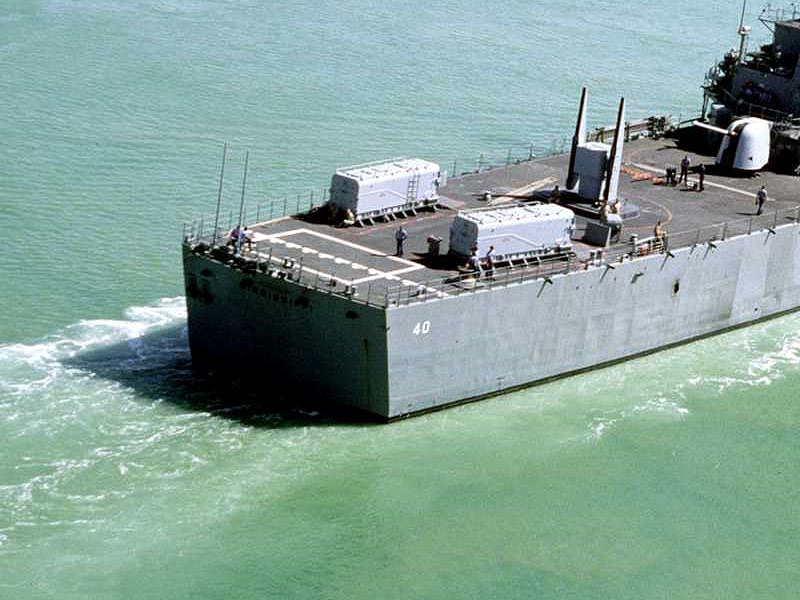
Les deux conteneurs Armored Box Launcher sur les croiseurs de la classe Virginia étaient installés sur leur plate-forme hélicoptère, rendant son utilisation impossible.